# Ohrloch

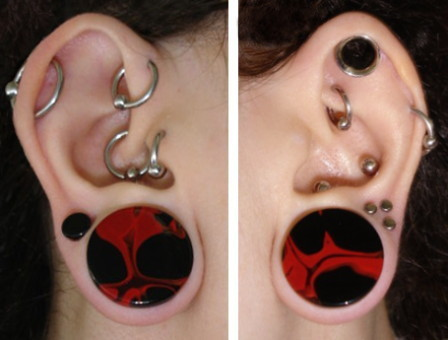
Diverse Ohrpiercings

Ein Ohrloch ist ein durch die Ohrmuschel gestochener Kanal, der meist dem Tragen von Schmuck wie beispielsweise Ohrringen dienen soll. Ohrlöcher werden zumeist als sogenanntes Lobe-Piercing durch das weiche Ohrläppchen gestochen.

## Arten

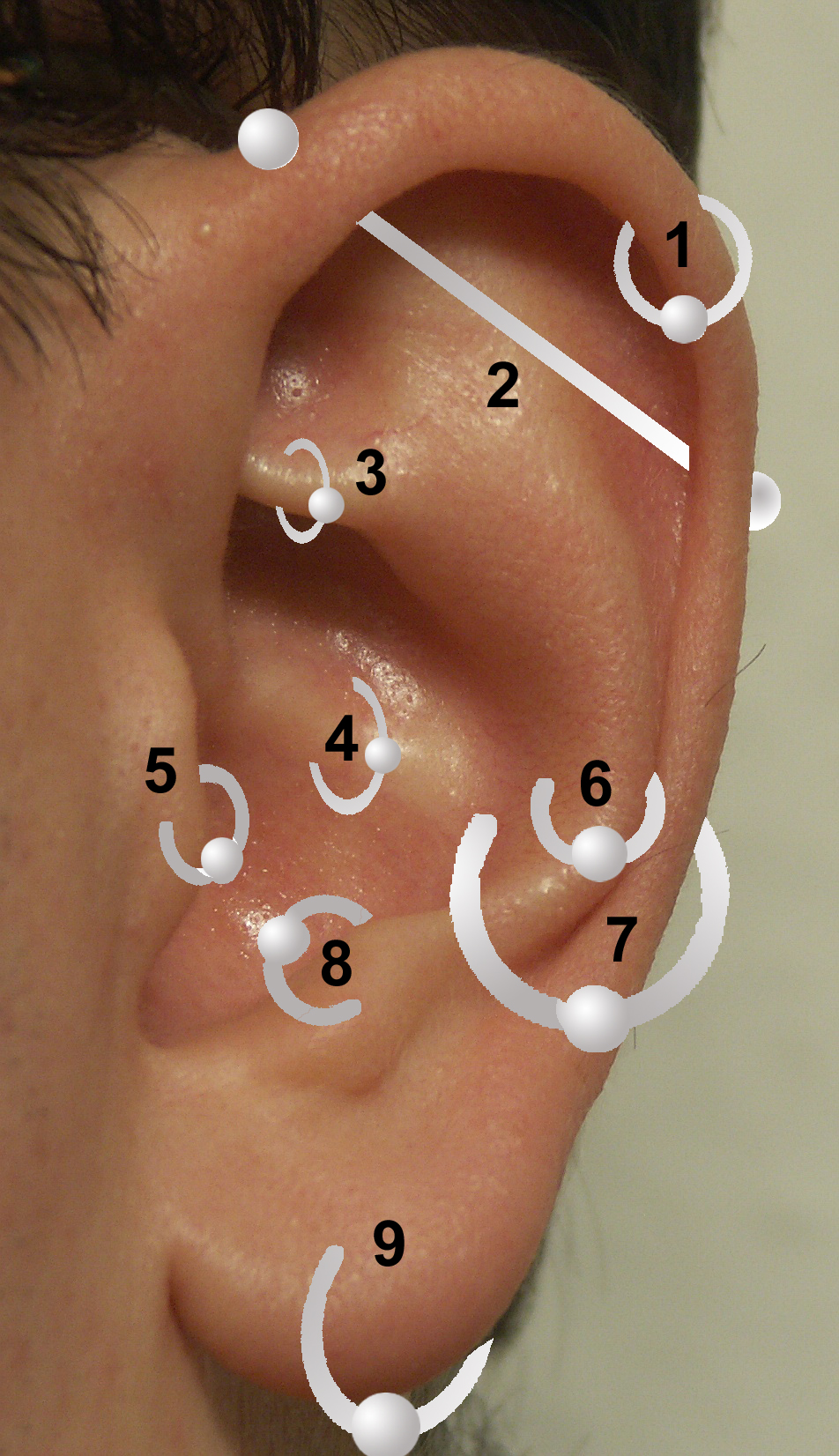
Verschiedene Piercings im Ohr

1. Helix: Piercing durch das Knorpelgewebe der Ohrkante.
2. Industrial-Piercing: Hierbei wird ein Barbell in zwei gegenüberliegende Helix-Piercings eingeführt.
3. Rook: Piercing durch die Anti-Helix.
4. Daith: Piercing durch die waagerechte Auswölbung in der Ohrmuschel.
5. Tragus: Piercing durch den Knorpelfortsatz am Eingang des Gehörkanals.
6. Snug: Piercing durch die innere Knorpelauswölbung parallel zur Ohrkante.
7. Conch: Piercing durch die Ohrmuschel.
8. Anti-Tragus: Piercing durch den dem Tragus gegenüberliegenden Knorpelfortsatz.
9. Ohrläppchen: Klassisches Loch durch das Ohrläppchen, in Piercingkreisen auch "Lobe" (engl. für Ohrläppchen) genannt.

## Methodiken des Stechens

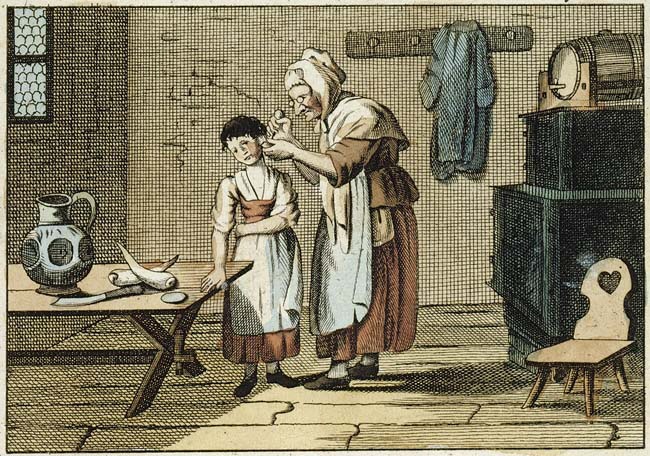
„Ein eitles Mädchen lässt sich Ohrenlöchelchen stechen“ (aus einem Schulbuch von 1810)

Ohrlöcher können heute professionell grundsätzlich auf drei Arten gestochen werden: mit einem Ohrlochstechsystem, mit einer Nadel oder mittels Dermal Punching.
Moderne Ohrlochstechsysteme sind Instrumente, in die eine sterile Kartusche eingesetzt wird, die je einen medizinischen Ohrstecker und einen Ohrsteckerverschluss enthält. Das Ohrloch wird erzeugt, indem der spezielle Ohrstecker durch die Muskelkraft der Hand, welche das Gerät bedient, durch das Ohrläppchen gedrückt wird. Die für das Ohrlochstechen verwendeten Ohrstecker haben einen Stift, der ca. 0,8 – 1,0 mm dünn und am Ende angespitzt ist. Sie bestehen aus Chirurgenstahl, Titan oder Echtgold und müssen nickelabgabefrei laut EU-Richtlinie 2004/96/EG sein. Das Ohr kommt beim Ohrlochstechen idealerweise nicht mit dem Instrument selbst in Berührung, sondern nur mit der Kartusche, dem sterilen Ohrstecker und dem Verschluss. Der Verschluss rastet beim Ohrlochstechvorgang hinter dem Ohr am Steckerstift ein. Solche Ohrlochstechsysteme werden heute von den meisten Juwelieren, Schmuckketten, Ärzten, Apotheken und Kosmetikstudios eingesetzt, die Ohrlochstechen anbieten. Einige wenige Piercing- und Tätowier-Studios verwenden auch diese Systeme, wobei die Mehrheit der professionellen Piercer die Verwendung von Stechgeräten ablehnt. Sie argumentieren mit Bedenken wegen Genauigkeit und Sicherheit.
Beispiele solcher Geräte sind das "Inverness 2000" oder das "Studex System 75".
Auch moderne Ohrlochstechsysteme eignen sich lediglich für das Stechen von Ohrlöchern im weichen Ohrläppchen. Im Knorpelbereich des Ohrs (z. B. Helix) ist davon abzuraten, da gegebenenfalls der Knorpel splittern könnte. Dennoch werden solche Geräte auch zum Stechen von Helix-, Tragus- und Nasenpiercings verwendet und von den Herstellern auch großteils für diese Einsatzgebiete beworben.

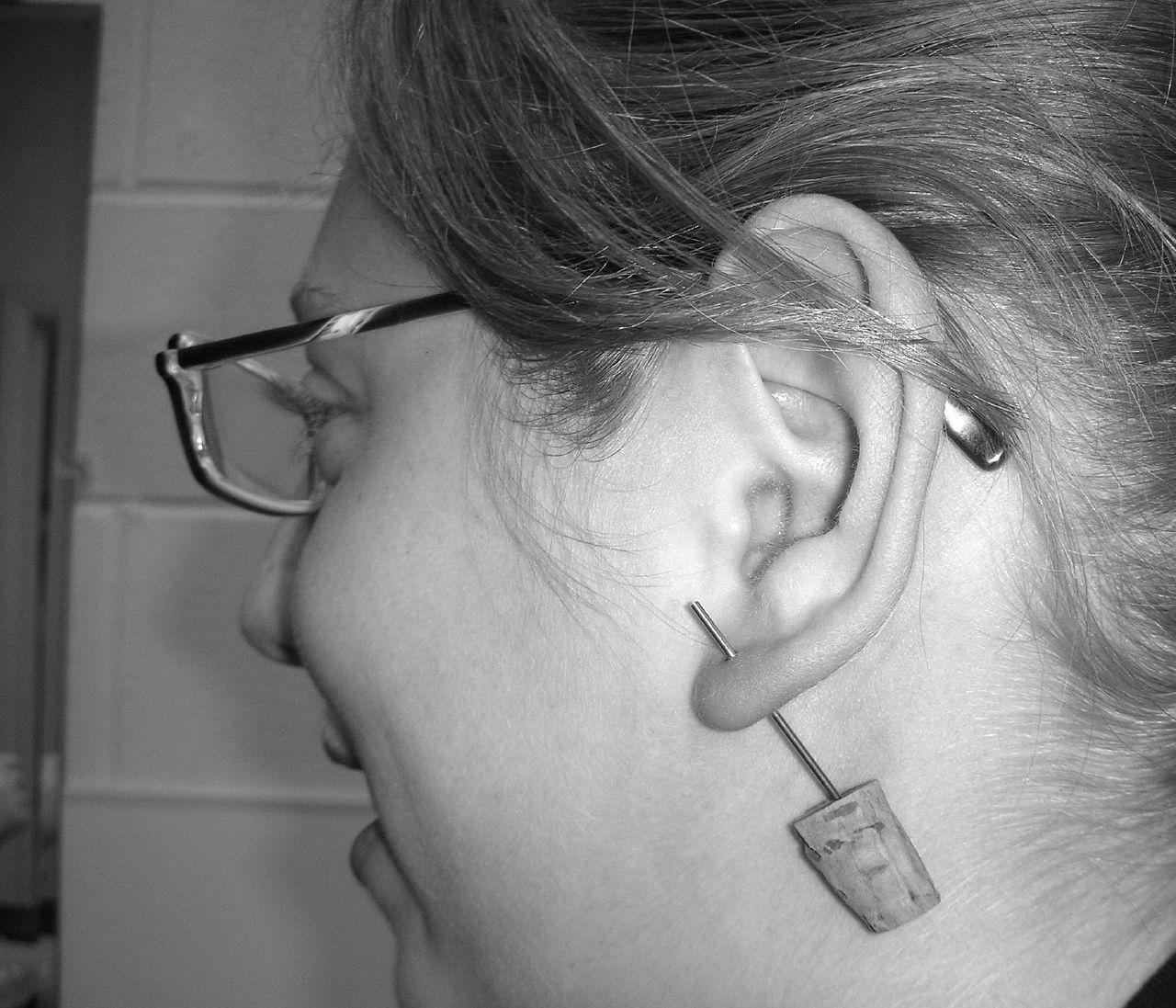
Stechen mit Hohlnadel beim Piercer, mit Verwendung eines sterilisierten Korkens als Verletzungsschutz

Eine weitere professionelle Methode des Ohrlochstechens ist das Piercen. Hierbei wird das Loch mit einem peripheren Venenkatheter bzw. einer sterilen, medizinischen Hohlnadel (einer modifizierten Kanüle ohne Spritzenkupplung) gestochen, mit deren Hilfe man dann den Schmuck in das Loch einfädelt. Diese Methode ist wesentlich gewebeschonender und (unter anderem aufgrund des nur einmaligen Gebrauchs der verwendeten Werkzeuge) hygienischer und deshalb gegenüber Stechgeräten für alle Arten von Ohrlöchern zu empfehlen; insbesondere die welche in der Abbildung oben mit 1. – 8. markiert sind, wie beispielsweise Industrial Piercings oder Traguspiercings; aber auch für das mit 9. markierte Lobe sollte es das Mittel der Wahl sein.
Diese Art des Ohrlochstechens wird heute von den meisten Piercing- und Tätowier-Studios angeboten.
Als beste Methode zum Stechen von Piercings durch den Ohrknorpel gilt der Dermal Punch, wobei anstelle einer Piercingnadel eine medizinische Biopsiestanze verwendet wird, die sonst vor allem in der Dermatologie für die Entnahme von Hautproben angewandt wird. Hierbei wird ein kleines, kreisrundes Stück aus dem Knorpel ausgestanzt. Hieraus resultiert eine Druckentlastung des Schmucks nach dessen Einsetzen in das Loch, was zu deutlich kürzeren Abheilzeiten, weniger Schmerzen während der Heilung und geringeren Komplikationsraten führt.
Als Nachteile der Methode gelten ein etwas stärkerer Schmerz beim Stechen, etwas höhere Kosten, ein unangenehm knirschendes Geräusch und die Tendenz zum Bluten.
Auch wenn moderne Ohrlochstechsysteme im Aussehen einer "Pistole" ähneln, sind mit dem Begriff üblicherweise traditionelle Instrumente gemeint, mittels derer Ohrlöcher mit Federdruck "geschossen" werden.
Diese Systeme werden heute in Ländern wie Deutschland, Österreich und der Schweiz heutzutage weniger verwendet, da die modernen Systeme hygienischer, gewebeschonender und fast geräuschlos sind. Daher werden letztere gerade im Umgang mit Kindern bevorzugt.
Friseursalons oder nicht zu Ketten gehörende Juweliergeschäfte verwenden jedoch auch heute oft noch klassische, meist seit Jahren in Gebrauch befindliche Ohrlochpistolen.
Die klassischen Pistolen gerieten stark in die Kritik, da sie sich nicht sterilisieren lassen, oft nur unzureichend desinfizierbar sind und sie meistens keine Kassettensysteme verwenden, sondern in direktem Kontakt mit dem Ohr des Kunden kommen. Deshalb ist mit solchen Pistolen die Übertragung von Krankheiten wie AIDS oder Hepatitis C zu befürchten. Bei der Verwendung an Ohrknorpel oder Nase besteht ein erhebliches Risiko von irreversiblen Knorpelschäden, die zum Beispiel in einer dauerhaften Deformation des Ohres münden können.
Einwegstechsysteme sind Varianten der modernen, vollverkapselten Systeme. Hierbei befindet sich der Stecker in einer sterilen Einweg-Kunststoff-Kassette, auf die Druck ausgeübt wird; worauf die Hülse, die am Ohrläppchen angesetzt wird, zerbricht, und der Stecker durch das Ohrläppchen gepresst wird. Diese Systeme werden teilweise zum Selbststechen von Ohrlöchern verwendet.
In der Vergangenheit wurden Ohrlöcher häufig, meist nach Betäubung mit Eiswürfeln, mit haushaltsüblichen Nadeln (für gewöhnlich dicke Nähnadeln oder Stopfnadeln) gestochen. Oftmals geschah dies unter Verwendung eines jeweils hinter das Ohrläppchen gehaltenen halbierten Apfels, einer ebensolchen Kartoffel, eines Korkens oder eines Stücks Seife, um für den nötigen Gegendruck zu sorgen, der bei Verwendung solcher vergleichsweise stumpfer Nadeln (verglichen etwa mit der extrem scharfen Hohlnadel beim Piercer, oder Kanülen im Allgemeinen) entsprechend groß sein muss.
Sofern eine Desinfektion durchgeführt wurde, diente hierzu meist hochprozentiger Trinkalkohol wie Korn oder Wodka. Die Nadel wurde teilweise durch Erhitzen in einer Kerzenflamme sterilisiert. Dies war jedoch nur erfolgreich, wenn die Nadel bis zur Rotglut erhitzt wurde, ansonsten kann nicht von einer vollständigen Abtötung aller Erreger – einschließlich Sporen – ausgegangen werden. Bei diesen Temperaturen (über 500 °C), die nur im blauen Bereich der Kerzenflamme erreicht werden können, oxidiert jedoch die Nadel. Dadurch wird sie stumpf und ihre Oberfläche wird rau, matt und verfärbt sich dunkel. Aus diesem Grunde hielt man die Nadel meistens nur in den gelben Teil der Flamme, und wischte anschließend den sich daran absetzenden Ruß, gegebenenfalls mit etwas Alkohol, ab.
Eine weitere, seltenere Variante war es, die Nadel bis zur höchstmöglichen Temperatur zu erhitzen und, möglichst noch immer glühend, durch das Ohr zu stechen. Dadurch konnte die abgestumpfte Spitze teilweise kompensiert werden, die entstehenden Verbrennungen sind jedoch – entgegen dem damaligen Glauben – in Bezug auf Infektionsgefahr und Heilungsdauer nicht von Vorteil, sondern erhöhen sogar das Komplikationsrisiko und sind darüber hinaus schmerzhaft.
Eine weitere Variante wird von Sinti und Roma berichtet, die zur Betäubung vor dem Stechen Brennnesselblätter verwendeten. Zudem benutzten sie oft eine Nähnadel zum Stechen, mit der ein dicker, oder mehrfach verzwirbelter, Faden ins Ohr gefädelt und während der Abheilung darin belassen wurde.
Die Verwendung eines Fadens oder eines Drahtes zum Offenhalten des Ohrlochs bis zur Abheilung war allgemein bis Ende des 19. Jahrhunderts in Europa weithin gängige Praxis und wird in der Dritten Welt oft noch heute so praktiziert, wenn die Menschen – in der Regel aus Armut – noch keine Ohrringe besitzen. Die Verwendung eines Fadens ist sehr kritisch zu sehen, da sich zwischen den Fasern des Garns leicht Talg und Wundsekret ansammeln und somit Bakterien einnisten können.

## Verbreitung
Eine repräsentative Studie der Ruhr-Universität Bochum aus dem Jahr 2014 ergab, dass 64,5 Prozent der Frauen ab 16 Jahren in Deutschland ein oder mehrere Ohrlöcher haben; von den Männern ab 16 Jahren in Deutschland haben 8,9 Prozent mindestens ein Ohrloch.

## Durchmesservergrößerung

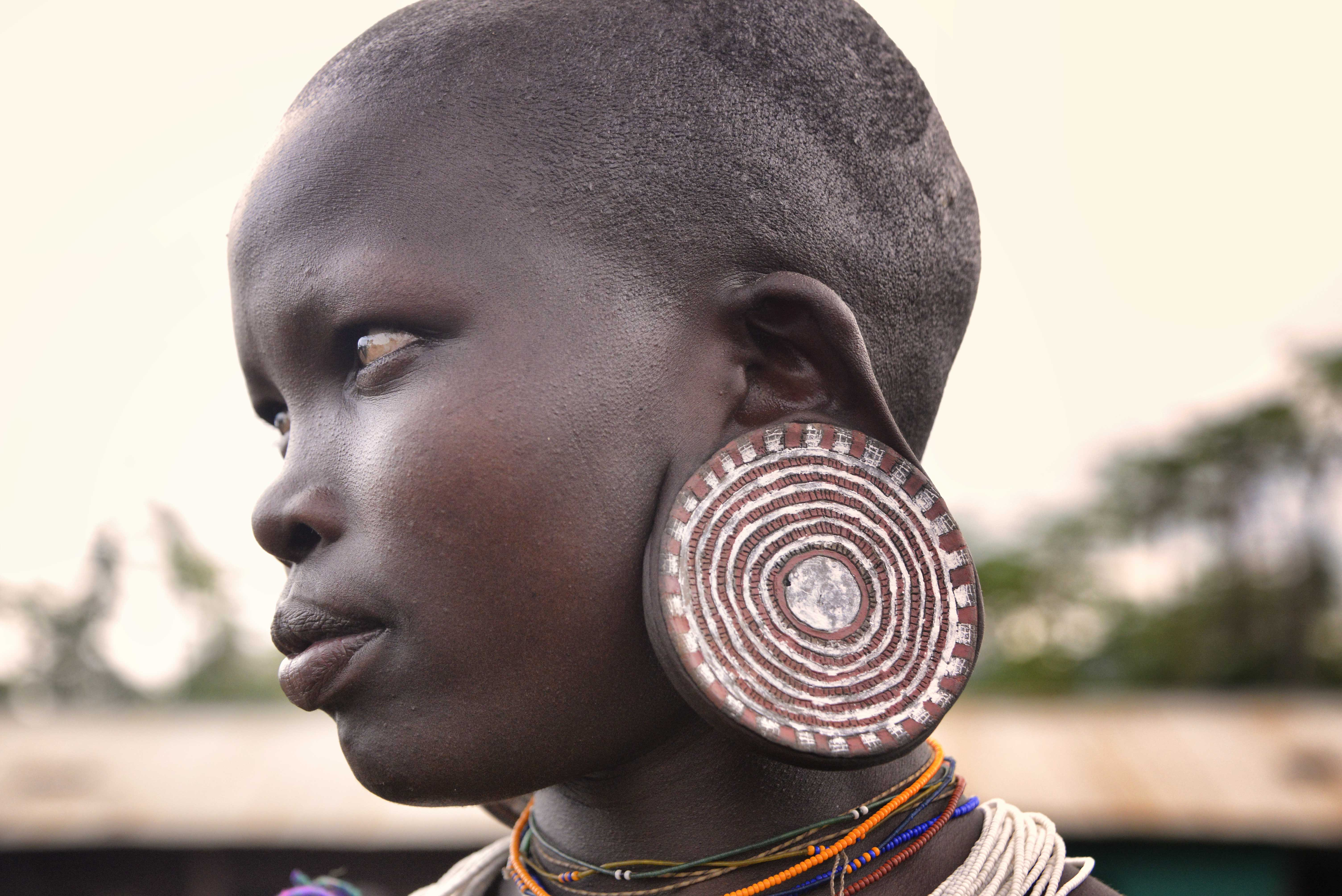
Surmi Frau mit gedehntem Ohrloch

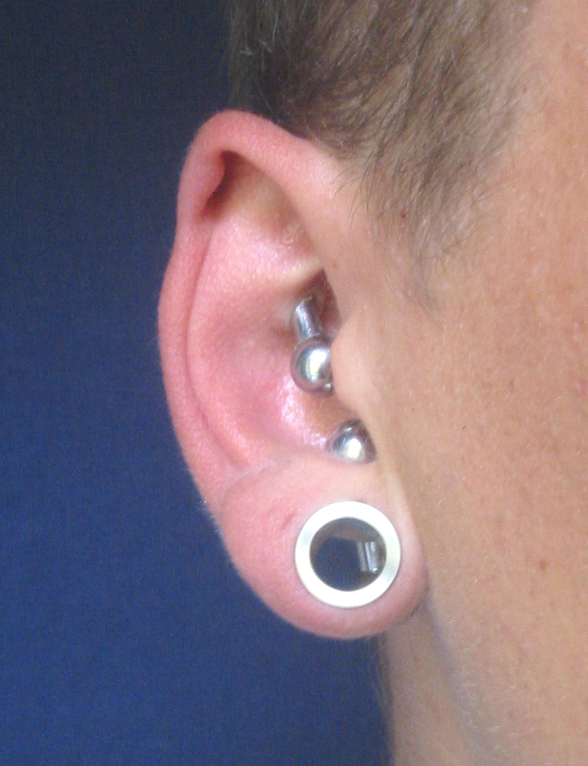
Auf 11 Millimeter gedehntes Ohrloch

Viele Naturvölker verwenden Knochennadeln oder spitze Hartholz-Ahlen, teilweise auch Dornen, um Ohrlöcher und andere Piercings zu stechen. Häufig werden diese Löcher (besonders Lippenpiercings und Ohrlöcher) ein Leben lang gedehnt, wodurch aus den Ohrläppchen sehr große Schlaufen werden.
In der Zivilisation gibt es noch alternative Methoden, um zu großen bis sehr großen Ohrlöchern zu kommen. Neben dem langwierigen Dehnen von verheilten Stichkanälen kann auf die Methode des Dermal Punch zurückgegriffen werden. Beim Punchen wird mit einer Hautstanze ein zumeist kreisrundes Stück aus dem Gewebe ausgestanzt. Anstelle von kreisrunden Stanzen können auch anders geformte Stempel zum Einsatz kommen. So wurden beispielsweise vom englischen Körpermodifikations-Künstler Steve Haworth schon sternförmige Punches im Ohrknorpel durchgeführt.
Von der Form des Loches unabhängig ist dies zwar kaum schmerzhafter als ein Piercing mit einer Nadel, es kommt jedoch häufig zu höherem Blutverlust. Durch Dermal Punching entstandene Löcher heilen in der Regel sehr gut und schnell ab.
Diese Methode eignet sich insbesondere für Knorpelgewebe, da für ein sauberes Ergebnis ein gewisser Gewebewiderstand vorhanden sein muss. Obwohl es auch im Ohrläppchen angewandt wird, ist dies nicht unbedingt zu empfehlen.
Im Ohrläppchen (und teilweise auch an der Lippe, dem Bauchnabel oder anderen Stellen, an denen weiches Gewebe durchstochen wird) kann auch Scalpelling angewandt werden. Hierbei wird mit einem Skalpell ein Schlitz ins Ohrläppchen geschnitten, durch den ein konischer Taper aus Chirurgenstahl geschoben wird. Am hinteren Ende des Tapers befindet sich der Schmuck, meist Fleshtunnels oder Plugs. Auch das Verbinden von zwei gedehnten Ohrlöchern in einem Ohrläppchen zu einem großen Loch wird praktiziert, indem der Steg zwischen den Löchern weggeschnitten wird. Bei einer starken Vergrößerung bereits vorhandener Ohrlöcher wird meist ein halbkreisförmiges Gewebestück aus dem Ohrläppchen herausgeschnitten.

## Nach dem Stechen
Nach dem Stechen verbleibt der Schmuck bis zur vollständigen Heilung in der Wunde, was 4–8 Wochen dauern kann. Es bildet sich ein Hautschlauch, das eigentliche Ohrloch, der auf beiden Seiten mit der Außenhaut verbunden ist.
Nach der Abheilung kann das Lobepiercing vorsichtig geweitet werden, um Schmuck mit größerem Durchmesser einsetzen zu können.
Bei längerem Tragen schwerer Ohrringe können die Ohrlöcher ausreißen, wodurch „geschlitzte Ohrläppchen“ entstehen. Diese können operativ korrigiert werden.

## Gesundheitsrisiken

### Infektionen
Rötungen, Schwellungen, Juckreiz, Schmerzen und/oder Empfindlichkeit sind alles Anzeichen für eine mögliche Infektion. Das Risiko, dass ein Ohrloch zu einer Infektion führt, ist bei warmem Wetter und kurz nach dem Stechen am höchsten. Fallstudien zeigen, dass sich selbst normale Infektionen zu ernsthaften Infektionen durch Pseudomonaden und Staphylokokken entwickeln können, die mit einer Rate von 10–30 % auftreten. Obwohl selten, besteht auch ein theoretisches Risiko einer viralen Infektion mit Hepatitis B, C und HIV, wenn die Ohren mit kontaminierten Werkzeugen durchstochen werden. Außerdem müssen infiziertes tiefes Weichgewebe und Abszesse an der Infektionsstelle chirurgisch drainiert werden, sonst kann es zu Ohrdeformationen kommen.

### Allergische Reaktionen
Laut dem Dermatologen Alexander Fisher können Metallallergien nach einem Trauma der Haut aktiviert werden. Solche Allergien, mit sichtbaren Symptomen wie einem juckenden Ausschlag, nässender Haut, Schmerzen und in extremen Fällen, Blutungen und Eiter, werden am häufigsten durch den Kontakt der Haut mit Nickel und Kobalt verursacht. Dies sind häufige Allergene, die sowohl in Qualitätsschmuck als auch in billigem Modeschmuck vorkommen. Ein Baby kann durch Hautkontakt mit Materialien, auf die es sensibilisiert ist, leicht Kontaktdermatitis entwickeln. Um Metallallergien zu vermeiden, empfiehlt Fisher, die Ohren nur mit Nadeln aus Edelstahl oder Titan zu piercen.

### Keloide
Keloide sind erhabene, gerötete, faserige Wucherungen, die in der Regel nach chirurgischen Eingriffen oder Traumata auftreten und erhebliche kosmetische Entstellungen verursachen können. Das Ohr ist eine der häufigsten Stellen, an denen sich Keloide bilden, meist in Verbindung mit dem Tragen von Ohrringen. Die Narben, die meist die Form eines harten Gewebeklumpens aufweisen, sind größer als die ursprüngliche Wunde. Es gibt noch kein sicheres Behandlungsprotokoll, das für Keloide vorgeschrieben ist, da die Pathogenese ihrer Entstehung noch nicht vollständig verstanden ist. Selbst wenn es chirurgisch entfernt wird, liegt die Rezidivrate bei mindestens 40 Prozent.

## Rechtliches
Am 31. August 2012 kam vor dem Amtsgericht Berlin-Lichtenberg ein Fall zur Verhandlung, bei dem Eltern für ihr dreijähriges Kind von einem Tattoo-Studio ein Schmerzensgeld von 70 € aufgrund eines an der falschen Stelle gestochenen Ohrlochs und damit verbundener Schmerzen forderten. Ein Urteil erging in diesem Fall nicht, da ein Vergleich geschlossen wurde, in dem die beklagte Betreiberin des Tattoo-Studios ohne Anerkennung einer Rechtspflicht einer Zahlung von 70 € zustimmte. Strafrechtlich wurde der Fall nicht verfolgt.
Eindeutig als Körperverletzung anzusehen ist das Ohrlochstechen unabhängig vom Alter nur dann, wenn es unsachgemäß durchgeführt wird, da es dann nicht mehr von der Einwilligung erfasst ist. Fraglich ist jedoch, wer hier überhaupt einwilligen muss bzw. ab welchem Alter Kinder dies können.